# Дегтярюк-Меркулов Ігор Іванович
Ігор Іванович Дегтярюк-Меркулов (23 жовтня 1951, Кіровоград — 4 жовтня 2014) — радянський та російський гітарист українського походження. Один з кращих радянських електрогітаристів першої половини 1970-х років. Прославився тим, що виконував на соло-гітарі технічно складні речі Джиммі Гендрікса, Джонні Вінтера, гурту «Genesis». З цієї причини він носив неофіційний титул «Московський Джиммі Гендрікс».
Також Іван Меркулов закінчив МДУ імені М. В. Ломоносова, факультет журналістики. Навчався у Гнесінському училищі

## Життєпис
Народився 23 жовтня 1951 року в Кіровограді (нині Кропивницький). Його батько працював в суді, а мати спочатку працювала на хлібозаводі, а потім її висунули до міськкому партії.
Музикою Ігор почав займатися з шести років. Коли Ігор навчався в 5-у класі, родина переїхала до Москви. Тут він почав навчатися у школі № 711, що розташована на Кутузовському проспекті. Відносини зі шкільними товаришами у нього не склалися і 10 клас довелося закінчувати вже в іншій школі.
Закінчив музичну школу по класу скрипки, плотім навчався у Царицинському музичному училищі Державного музично-педагогічного інституту імені М. М. Іпполітова-Іванова.
Навчаючись в 10-у класі, почав працювати на Шаболовці в телепрограмі «Естафета новин».
На першому курсі Московського державного університету імені М. В. Ломоносова почав грати в гурті, який називався «Подорожні». Закінчив факультет журналістики МДУ продовжив навчання в Гнесинському училище.

## Творчість
У 1969 році почав грати у гурті «Подорожні». З 1971 року до весни 1972 року Іван Меркулов грав у гурті «Друге дихання» разом з Максимом Капитановським. Був беззмінним генеральним директором групи «Друге дихання». З весни до осені 1972 рік — вже у складі гурту Тамари Міансарової.
Восени 1972 року виступав з гуртом у ресторані «Архангельське». З грудня 1972 року по січень 1973 року — гурт «Арсенал». Потім, з літа до осені 1973 року — ансамбль «Москвичі» під керівництвом Юлія Слободкіна.
З вересня 1974 року до початку 1975 року Іван Меркулов — артист гурту «Машина часу», де зробив аранжування пісні «Ты или я» і брав участь у записі цієї пісні до фільму «Афоня». З серпня і до кінця грудня 1975 року — ансамбль «Рапсодія» під керівництвом В. Н. Петренка. А у 1975 році  — знову гурт Тамари Міансарової. З 1978 року до літа 1981 року — грав у рок-оркестрі «Рапсодія».
У жовтня 1973 року перейшов до ансамблю «„Весёлые ребята“», де грав до квітня 1974 року. Під час роботи в ансамблі " Весёлые ребята " брав участь у записі альбому: «Любовь — огромная страна». З літа 1980 року — керував самодіяльністю у Будинку культури «Прожектор», потім працював на телебаченні. Іван Меркулов брав участь у клубних проектах, грав у орієнтованого на західного слухача гурті «The Second Wind», займався страховим бізнесом.
Жив у Москві, професійно займався журналістикою. Його матеріали можна прочитати, наприклад, в «МК».